# Ronnachart Phuchum
Ronnachart Phuchum (thailändisch รณชาติ ภูชุม, * 18. März 2002), auch als Phum bekannt, ist ein thailändischer Fußballspieler.

## Karriere
Ronnachart Phuchum erlernte das Fußballspielen in der Jugendmannschaft von Buriram United. Hier unterschrieb er am 1. Januar 2019 auch seinen ersten Profivertrag. Die Mannschaft aus Buriram spielte in der ersten Liga, der Thai League. Die U23-Mannschaft des Erstligisten trat in der vierten Liga an. Hier spielte man in der North/Eastern Region. In der U23-Mannschaft kam er 2019 17-mal zum Einsatz. Im Januar 2022 wechselte er auf Leihbasis zum Zweitligisten Khon Kaen FC. Sein Zweitligadebüt für den Klub aus Khon Kaen gab Ronnachart Phuchum am 16. April 2022 (32. Spieltag) im Auswärtsspiel gegen den Ayutthaya United FC. Hier stand er in der Startelf und stand die kompletten 90 Minuten zwischen den Pfosten. Ayutthaya gewann das Spiel durch ein Tor von Jirawat Janpong mit 1:0. Am Ende der Saison 2021/22 musste er mit Khon Kaen als Tabellenvorletzter in die dritte Liga absteigen. Für Khon Kaen stand er zweimal in der Liga zwischen den Pfosten. Zu Beginn der Saison 2022/23 wechselte er ebenfalls auf Leihbasis zum Zweitligisten Customs United FC. Hier kam er jedoch nicht zum Einsatz. Nach der Hinrunde 2022/23 lieh ihn der Drittligist Yasothon FC aus. Der Klub aus Yasothon trat er in der North/Eastern Region der Liga an. Für Yasothon stand er fünfmal zwischen den Pfosten. Zu Beginn der Saison 2023/24 wechselte er, nachdem sein Vertrag in Buriram ausgelaufen war, zum Erstligaaufsteiger Uthai Thani FC. Hier stand er bis Ende 2023 unter Vertrag. Von Januar 2024 bis Dezember 2024 war er vertrags- und vereinslos. Im Januar 2025 nahm ihn sein ehemaliger Verein Uthai Thani wieder unter Vertrag. Der Zweitligist Mahasarakham SBT FC lieh ihn im Juli 2025 aus.